# Carlo Laurenzi
Carlo kardinal Laurenzi, italijanski rimskokatoliški duhovnik, škof in kardinal, * 12. januar 1821, Perugia, † 2. november 1895, Rim.

## Življenjepis
23. septembra 1843 je prejel duhovniško posvečenje.
22. junija 1877 je bil imenovan za pomožnega škofa Perugie in za naslovnega škofa ciprskega Amathusa.
13. decembra 1880 je bil imenovan v kardinala in pectore.
10. novembra 1884 je bil imenovan za kardinala-duhovnika pri S. Anastasia.
25. aprila 1885 je bil imenovan za tajnika in 11. februarja 1880 za uradnika v Rimski kuriji. 14. marca 1889 je bil imenovan za prefekta Kongregacije za zakramente.